# Kinezpil
Kinezpil (ukrainisch Кінецьпіль; russisch Конецполь Konezpol) ist ein Dorf im Norden der ukrainischen Oblast Mykolajiw mit etwa 3500 Einwohnern (2004).

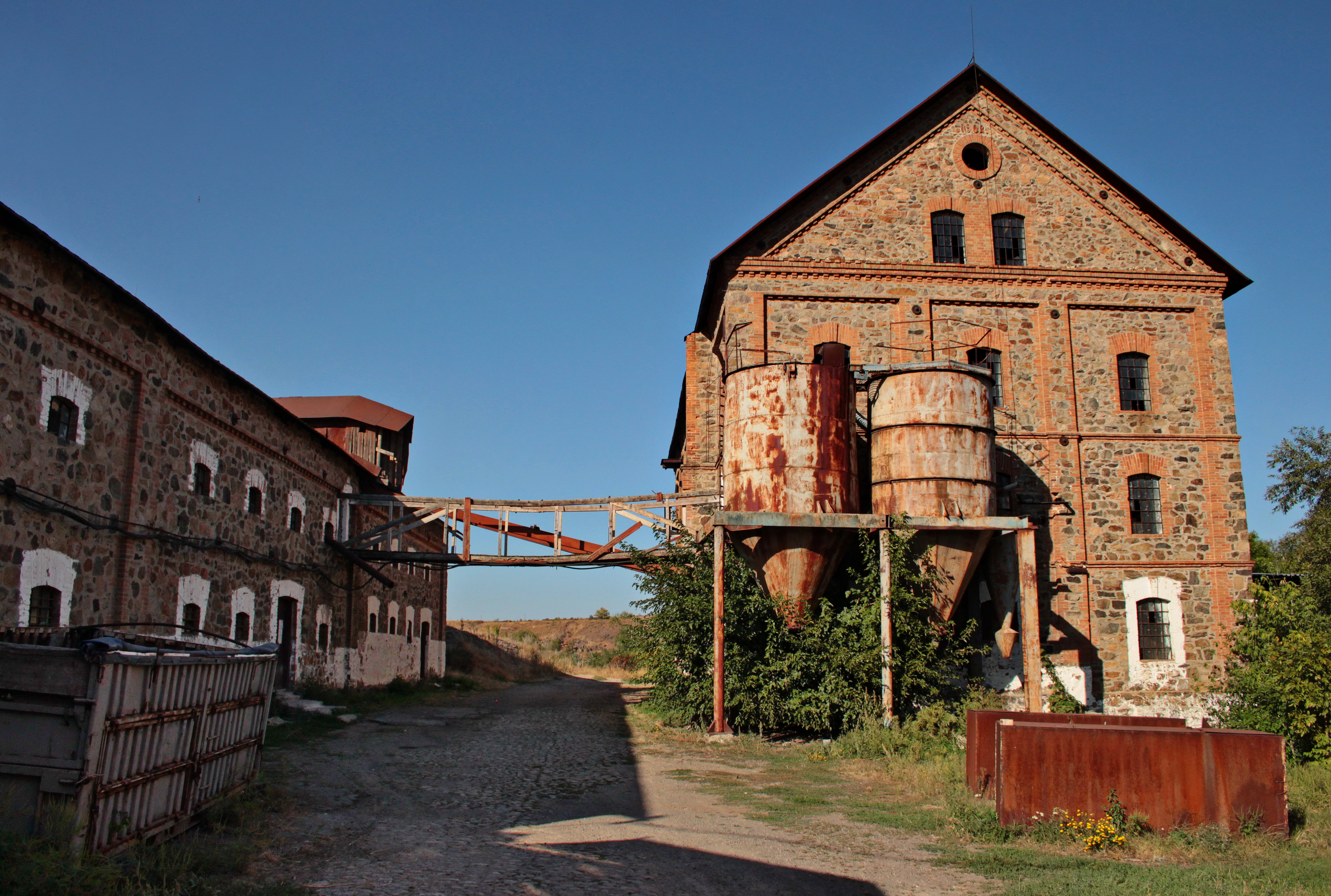
Mühlengebäude im Ort

Das 1634 erstmals schriftlich erwähnte Dorf liegt an der Mündung der Kodyma in den Südlichen Bug und an der Regionalstraße P–75 12 km südwestlich vom Rajonzentrum Perwomajsk und besitzt eine Bahnstation an der Bahnstrecke Borschtschi–Charkiw.
Am 12. Juni 2020 wurde das Dorf ein Teil der Stadtgemeinde Perwomajsk; bis dahin bildete es die Landratsgemeinde Kinezpil (Кінецьпільська сільська рада/Kinezpilska silska rada) im Westen des Rajons Perwomajsk.